# شرکت ملی ریسباف (سهامی خاص)
کارخانه ریسباف دومین کارخانه ریسندگی اصفهان، که در سال ۱۳۱۱ با مشارکت جمعی از سرمایه‌داران در اصفهان راه‌اندازی شد. این اثر در تاریخ ۸ مرداد ۱۳۸۱ با شماره ثبت ۶۰۱۸ به عنوان یکی از آثار ملی ایران به ثبت رسیده‌است. این کارخانه که در خیابان چهارباغ بالا، بین هتل پل و خیابان هفت دست واقع شده، قرار است به موزه بزرگ اصفهان تبدیل شود.
قرارداد تملک کارخانه ریسباف اصفهان بیش از دو سال پیگیری، بین مدیران‌عامل بانک ملی ایران و شرکت عمران و بهسازی شهری ایران به امضا رسید و مالکیت آن رسماً به وزارت راه منتقل شد.
در سال ۱۴۰۲ زمین ریسباف برای ساخت موزه ملی بزرگ اصفهان عنوان «موزه ریسباف» واگذار به وزارت میراث فرهنگی، گردشگری و صنایع دستی شد.

## پیشینه
کارخانه ریسباف دومین کارخانه ریسندگی اصفهان بود و این امتیاز را داشت که اولین محصول کار و سرمایه جمعی مردم اصفهان بود. اگر کارخانه وطن حاصل ریسک‌پذیری یا جسارت فضل‌الله دهش بود، این کارخانه حاصل برنامه‌ریزی و سرمایه‌گذاری عده زیادی از مردم شهر بود. شرایطی که در آن کارخانه ریسباف راه‌اندازی شد نیز حائز اهمیت است.
موضوعی که در برپایی شرکت‌های بزرگ در اصفهان بی‌تاثیر نبود، مسافرت رضاشاه به این شهر در آبان ۱۳۱۱ و ملاقات وی با سرمایه‌داران و تجار شهر بود. وی آنان را تشویق کرد که سرمایه خود را در قالب شرکت به کار تولیدی وارد کنند. او رضا افشار، حاکم اصفهان را نیز موظف به مدیریت کار کرد. می‌توان تصور کرد اطاعت امر حاکمی مانند رضاشاه بیش از جنبه‌های اقتصادی اعیان شهر را به تلاش وادار کرده و مدیران شهر، خصوصاً حکمران را به تکاپوی اضطراب‌آوری انداخته باشد.
هم شخصیت حاکم اصفهان و هم دستور رضاشاهی باعث شد تجار با هول و هراس گرد یکدیگر نشسته و قرار شد هر کس هر چه دارد بر دایره بریزد! دستورشاهی و فضای اداره حکومتی، تجار را دست به جیب کرد. قرار شد معلوم شود هر کس چقدر می‌پردازد؛ که یک‌سوم آن را فوراً و دو ثلث بقیه را بعداً ادا کند. جلسه‌ای که تشکیل شد پولی در حدود سیصد و شصت هزار تومان جمع شد.
برای نام شرکت از دو کلمه «ریسندگی» و «بافندگی» اجزای اول را کنار هم نهاده و «ریسباف» را ساختند. در همان جلسه سیدجواد کسایی که جزو اعضای اتاق بازرگانی اصفهان نیز بود و بعدها به ریاست این اتاق برگزیده شد به مدیریت عامل شرکت انتخاب شد. انتخابی که بعدها معلوم شد بسیار بجا بوده‌است. پشتکار و کاردانی کسایی موجب شد ریسباف خیلی زود در محور خیابان چهارباغ بالا سرپا شده و به مرحله سوددهی برسد. امری که بسان یک دایره تشدیدکننده، تشکیل دیگر شرکت‌ها و هجوم سرمایه‌ها به صنعت نساجی را باعث شد.
کارخانه ریسباف در زمینه تولید ریسمان نخی، پارچه پنبه‌ای و نیز پارچه پشمی فعالیت خود را آغاز کرد. چنان‌که شیوه کارخانه‌های نساجی است، ابتدا بقچه‌های ریسمان کارخانه به بازار آمد. سرانجام نیز در آذر ۱۳۱۳ طی جشنی قسمت بافندگی پنبه و پشم کارخانه راه‌اندازی و کارخانه به تولید پارچه‌های نخی و پشمی مشغول شد. مدتی بعد تولید پتو نیز در برنامه کارخانه قرار گرفت.

## وضعیت فعلی بنای کارخانه
این اثر ملی که از نظر تاریخ صنعتی شدن کشور اهمیت بسیار دارد و نیز با توجه به این بنای زیبا توسط معماران آلمانی متأثر از سبک پتر بهرنس می‌باشد، قرار بود که این مکان تبدیل به موزه اصفهان شود. اتفاقی که تاکنون نیافتاده و بانک ملی که ادعای مالکیت آن را دارد نه آن را به سازمان میراث فرهنگی واگذار می‌کند و نه از بنای آن حفاظت می‌نماید.